# Puncturella brychia
Puncturella brychia är en snäckart som beskrevs av Watson 1883. Puncturella brychia ingår i släktet Puncturella och familjen nyckelhålssnäckor. Inga underarter finns listade i Catalogue of Life.